# Hantos
Hantos là một thị trấn thuộc hạt Fejér, Hungary. Thị trấn này có diện tích 36,96 km², dân số năm 2010 là 932 người, mật độ 25 người/km².